# Brandon Jennings
Brandon Byron Jennings (Compton, 23 settembre 1989) è un ex cestista statunitense, professionista in Italia, nella NBA e in Cina.

## Carriera

### High school
Ritenuto uno tra i più promettenti giovani talenti statunitensi e una delle migliori point guard dell'high school, decide dopo il diploma di andare a giocare un anno in Europa, per poi provare il salto nell'NBA nella stagione successiva. Con la sua decisione di disputare la stagione 2008-09 in un campionato professionistico europeo invece che nella NCAA (rinunciando ai Wildcats della University of Arizona, con la quale si era accordato verbalmente in precedenza) è diventato il primo giocatore statunitense a saltare l'università e tentare il basket professionistico oltreoceano prima del draft.

### Virtus Roma (2008-2009)
Il 16 luglio 2008 ha firmato un contratto pluriennale (con una clausola NBA Escape) a 1,65 milioni di dollari a stagione con la Lottomatica Roma, in Serie A, diventando il primo giocatore dopo l'introduzione della regola sull'età in NBA a firmare con una squadra europea, invece di iscriversi all'università. Poco dopo firma un contratto di 2 milioni di dollari con la Under Armour, per farsi pubblicità in Eurolega. Disputa una stagione molto sotto le aspettative. In Serie A disputa 27 partite, chiudendo con 5,5 punti, 1,6 rimbalzi, 2,2 assist e 1,5 palle rubate in 17,0 minuti di media a partita, tirando con il 35,1% dal campo e con il 20,7% da tre. In Eurolega disputa 16 partite, con 7,6 punti, 1,6 rimbalzi, 1,6 assist e 1,2 palle rubate in 19,2 minuti di media a partita, tirando con il 38,7% dal campo e con il 26,8% da tre.

### NBA (2009-2017)

#### Milwaukee Bucks (2009-2013)

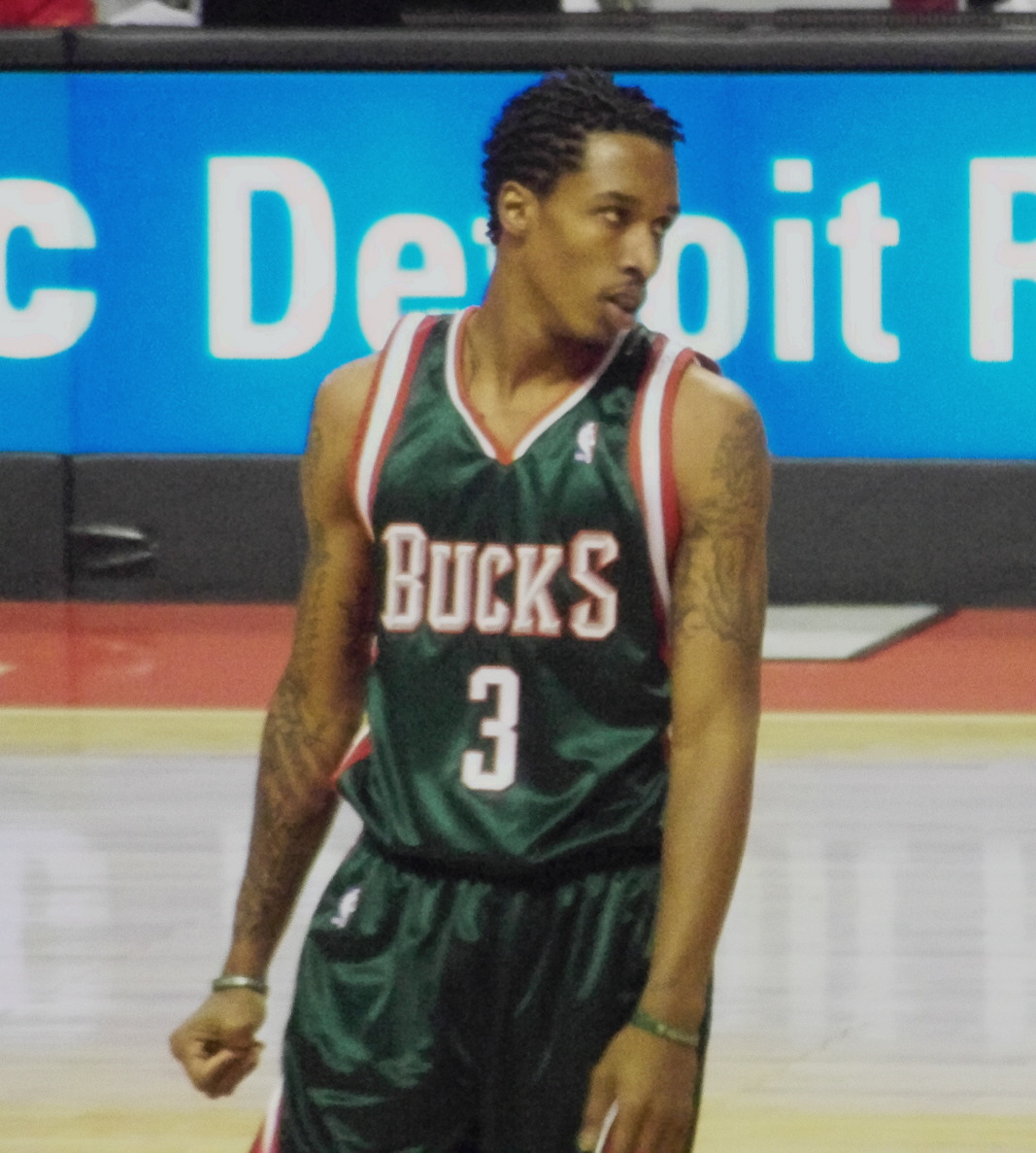
Jennings nel 2009 ai Milwaukee Bucks

A fine stagione si rende eleggibile per il draft 2009, con l'aspettativa di essere tra le prime scelte. Il 25 giugno 2009 viene selezionato dai Milwaukee Bucks solamente con la 10ª scelta assoluta nel Draft NBA 2009, a causa della pessima stagione giocata in Italia. Aveva inizialmente deciso di saltare il Draft 2009 per partecipare a una riunione di famiglia, ma dopo essere stato scelto ha deciso di dirigersi al Madison Square Garden. È salito sul palco dopo la 14ª scelta per fare la foto di rito con David Stern.
Il 30 ottobre 2009 fa il suo debutto in NBA contro i Philadelphia 76ers, giocando 34 minuti, nei quali realizza 17 punti, 9 rimbalzi e 9 assist, sfiorando la tripla doppia. Il successivo 31 ottobre, alla sua seconda partita in NBA, realizza un team-high di 24 punti, di cui 16 nel terzo quarto, guidando i Bucks alla loro prima vittoria stagionale, contro i Detroit Pistons. Il 14 novembre 2009 contro i Golden State Warriors ha messo a segno 55 punti, un'incredibile prestazione considerando che era la sua settima partita nella NBA. Questo gli permette di essere il secondo migliore marcatore dei Bucks in una partita NBA e la quinta miglior matricole di sempre. Dopo non aver segnato punti nel primo quarto, ha segnato 29 punti nel secondo quarto. Tutto ciò gli ha permesso di realizzare il record di più punti per una matricola dei Bucks, precedentemente detenuto da Kareem Abdul-Jabbar. La prestazione di Jennings coincide inoltre con il maggior numero di punti segnati da una matricola dai 56 punti segnati da Earl Monroe nel 1968. È inoltre il giocatore più giovane di sempre ad aver segnato 55 punti e il secondo giocatore under-21 ad aver segnato più punti, dopo i 56 punti realizzati da LeBron James il 25 marzo 2005. È inoltre il secondo giocatore dei Bucks ad aver segnato più punti in una singola partita (dopo i 57 punti segnati da Michael Redd nel febbraio 2006). Il 5 febbraio 2010 è stato convocato per disputare lo Skills Challenge.
Il 30 ottobre 2010 ha realizzato la sua prima tripla doppia, segnando 20 punti, 10 assist e 10 rimbalzi contro gli Charlotte Bobcats. Il 15 dicembre 2010 si rompe il piede sinistro contro i San Antonio Spurs, cadendo goffamente sulla caviglia. Nonostante l'infortunio ha giocato 30 minuti nella partita successiva, contro gli Utah Jazz. Aveva una media di 18,7 punti prima dell'infortunio, a causa del quale ha saltato 19 partite. Ritorna in campo il 29 gennaio 2011 nella vittoria per 91-81 contro i New Jersey Nets. Il 25 marzo seguente realizza un season-high di 37 punti contro i New York Knicks. I Bucks non riescono tuttavia a qualificarsi per i play-off.
Nella stagione 2011-12, accorciata a causa del lockout, ha disputato tutte le 66 partite. Ha totalizzato dei career-high nelle sue medie di punti (19,1), minuti (35,3), palle rubate (1,6) e percentuale dal campo (0,418).

Prima della stagione 2012-13 molti giocatori della stessa classe draft di Jennings, come Blake Griffin e James Harden, hanno rinnovato il loro contratto; i Bucks decidono però di non rinnovare il contratto di Jennings, rendendolo un free agent con restrizioni alla fine della stagione. Alla sua partita di debutto, contro i Cleveland Cavaliers, ha realizzato un tiro-vittoria da tre punti per la sua squadra. Insieme a Monta Ellis, acquisito dai Milwaukee Bucks poco prima della chiusura del mercato, forma un'ottima coppia di guardie, che permette ai Bucks di qualificarsi per i play-off.

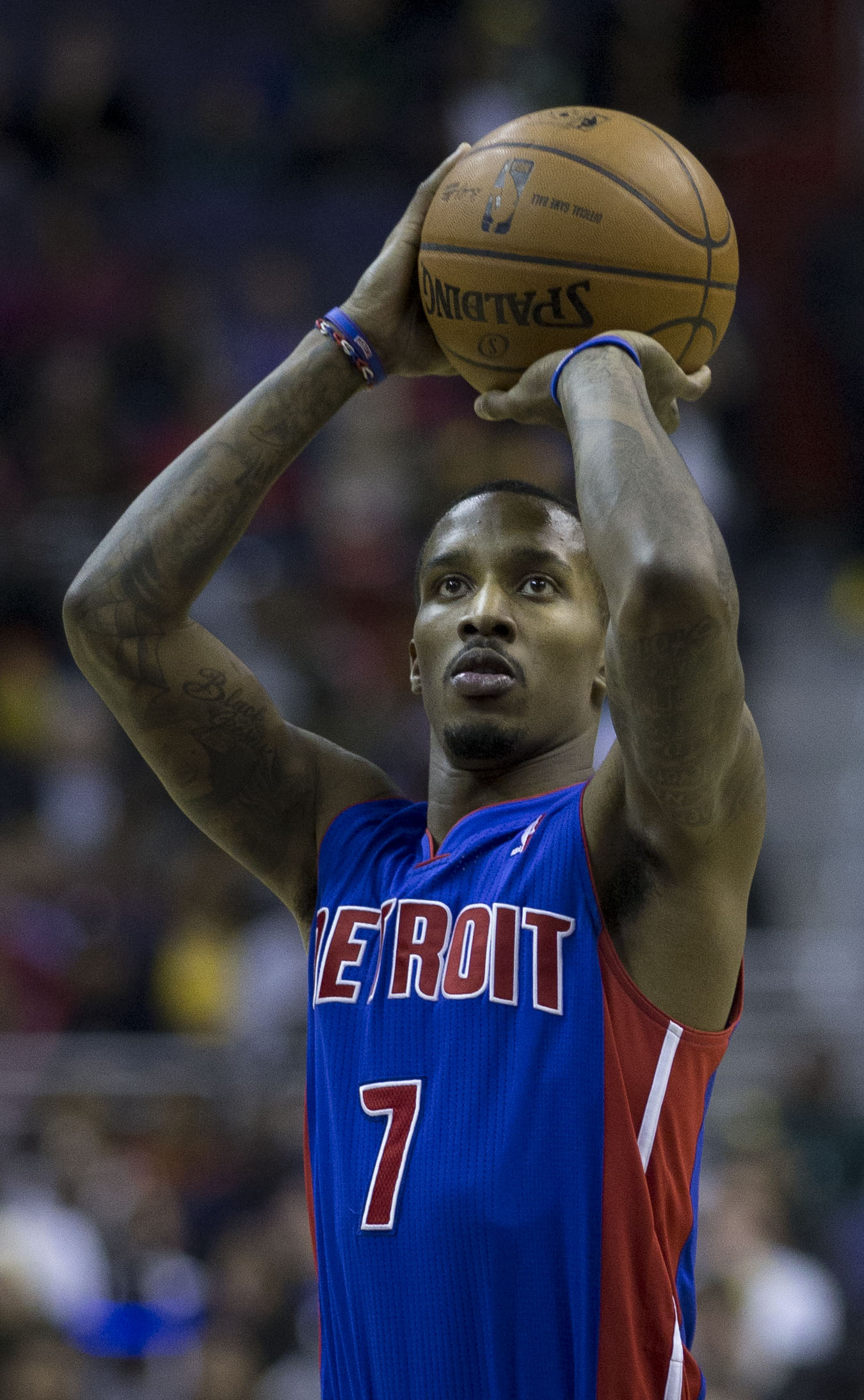
Jennings nel 2014 ai Detroit Pistons

#### Detroit Pistons (2013-2016)
Il 31 luglio 2013 firmò un contratto sign-and-trade con i Bucks, venendo ceduto ai Detroit Pistons in cambio di Brandon Knight, Khris Middleton e V"jačeslav Kravcov. Tra l'altro nella stessa estate arriva a Detroit Luigi Datome, che giocò con Jennings nella Virtus Roma. Il 12 gennaio 2014 nella partita vinta 110-108 contro i Phoenix Suns, distribuì 16 assist nel primo quarto, diventando in questo modo il giocatore ad aver distribuito più assist in un quarto nella storia dei Pistons, superando così una leggenda come Isiah Thomas. Nella prima stagione Jennings disputò 80 partite, di cui 79 da titolare. Di media tenne 15,5 punti, 7,6 assist, 3,1 rimbalzi e 1,3 palle rubate in 34,1 minuti a partita.
Nella seconda stagione nel Michigan Jennings segnò 37 punti, con un 10-23 dal campo, nella vittoria per 98-96 in trasferta contro gli Indiana Pacers il 17 gennaio 2015. Tuttavia, nove giorni dopo Jennings concluse anzitempo la propria stagione a causa di un infortunio al tendine di achille. In stagione disputò 41 partite (tutte da titolare), tenendo di media 15,4 punti, 6,6 assist, 2,5 rimbalzi e 1,1 palle rubate a partita in 28,6 minuti a partita.
Nella terza stagione, prima del rientro, Jennings venne spedito ai Grand Rapids Drive in D-League. Dopo aver giocato una partita contro gli Iowa Energy, in cui andò in doppia-doppia mettendo a referto 11 punti e 12 assist, venne richiamato in prima squadra dalla franchigia del Michigan. Tuttavia giocò solo 1 volta da titolare in stagione in quanto il titolare della squadra era diventato ormai in pianta stabile Reggie Jackson nelle gerarchie del coach della franchigia del Michigan Stan Van Gundy.

#### Orlando Magic (2016)
Il 16 febbraio 2016 viene ceduto, insieme a Ersan İlyasova, agli Orlando Magic in cambio di Tobias Harris finito ai Detroit Pistons. A Orlando Jennings ritrovò il coach Scott Skiles, che allenò Jennings nei 4 anni a Milwaukee, ed esattamente come Jennings Skiles lasciò i Bucks nel 2013; Skiles tra l'altro ammise di essere stupito dai miglioramenti di Brandon durante il triennio a Detroit. Alla fine della stagione Skiles venne esonerato e a Jennings non venne rinnovato il contratto, rimando così free agent.

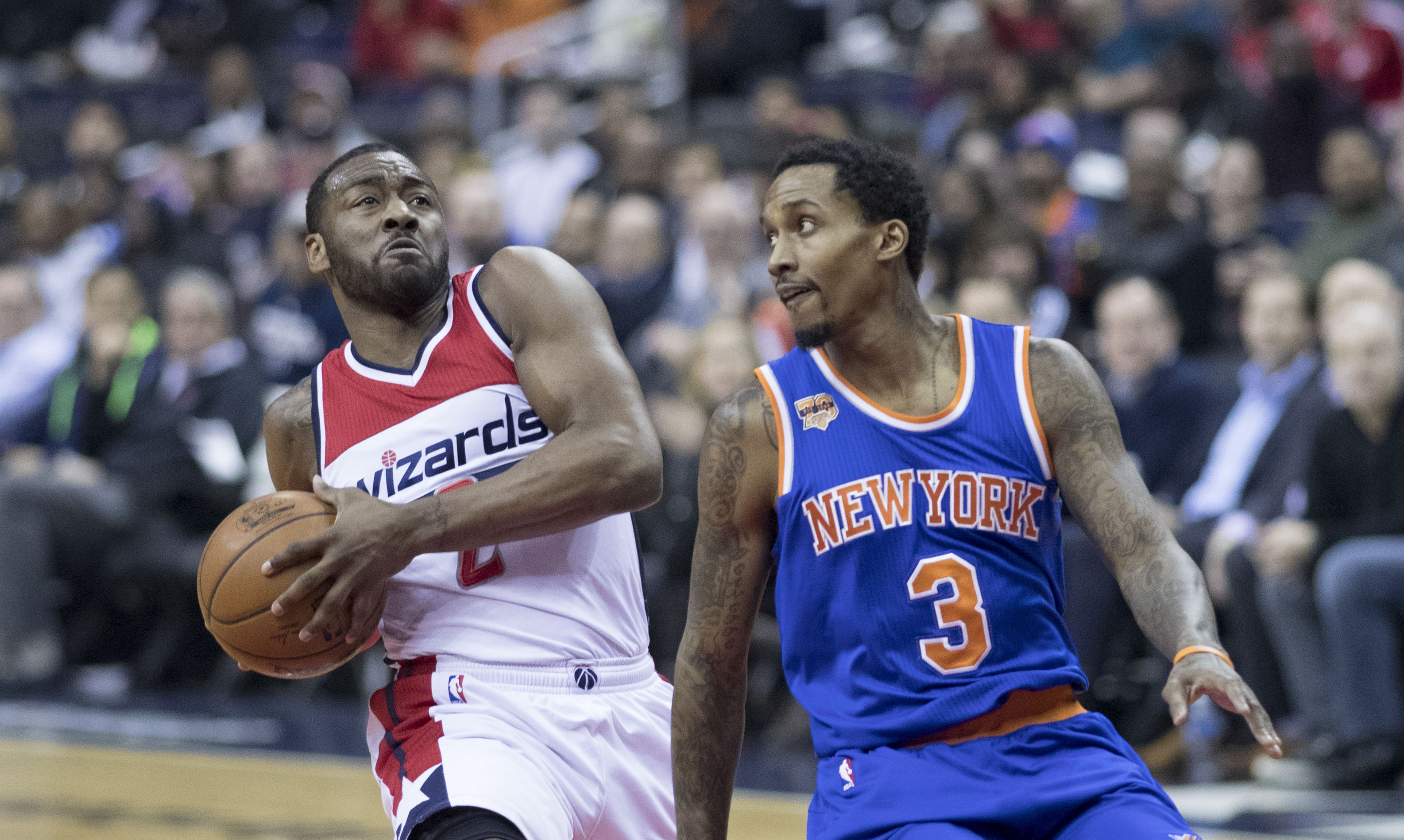
Jennings (destra) in azione contro John Wall, suo futuro compagno di squadra

#### New York Knicks (2016-2017)
Il 5 luglio 2016 firmò un contratto annuale con i New York Knicks. Nella franchigia della Grande Mela Jennings ricoprì il ruolo di sesto uomo. Tra dicembre 2016 e gennaio 2017, a causa di un infortunio accorso al titolare dei Knicks Courtney Lee, Jennings giocò da guardia. In una delle gare in cui giocò da guardia, segnò 32 punti nella sconfitta esterna per 129-122 contro gli Houston Rockets. Dopo aver chiesto di essere tagliato per giocare in una squadra da playoffs, il 27 febbraio 2017 venne tagliato dalla squadra per fare posto a Chasson Randle.

#### Washington Wizards (2017)
Il 1º marzo 2017 si accordò con gli Washington Wizards con un contratto fino alla fine della stagione, dove andò a fare la riserva dell'All-Star John Wall.

### Parentesi in Cina (2017-2018)
Il 28 luglio 2017 firmò un contratto annuale a 1,5 milioni di dollari con lo Shanxi Zhongyu, lasciando così la NBA dopo 8 anni. Dopo aver tenuto di media 27,8 punti a partita (frutto di 362 punti in 13 partite)Il 10 dicembre 2017 venne tagliato a seguito di un infortunio al tendine del ginocchio, venendo rimpiazzato da Willie Warren.

### Ritorno ai Milwaukee Bucks (2018)
Il 14 febbraio 2018 firmò con i Wisconsin Herd in G-League, squadra affiliata a quella con cui debuttò in NBA, ovvero i Milwaukee Bucks. Al debutto (avvenuto il 22 febbraio 2018) mise a referto 31 punti e 8 assist nella gara persa per 128-110 contro i Fort Wayne Mad Ants.
L'11 marzo 2018, tornò in NBA firmando un contratto di 10 giorni coi Milwaukee Bucks, facendo ritorno così nella sua prima squadra in NBA.
Due giorni dopo, alla sua prima partita di questa sua seconda esperienza con i Bucks, Jennings mise a referto una doppia doppia da 16 punti e 12 assist, raccogliendo anche ben 8 rimbalzi, nella partita vinta in trasferta per 121-103 contro i Memphis Grizzlies.
Il 2 agosto 2018 viene tagliato dai Bucks.

## Statistiche

### NBA

#### Regular season
| Anno      | Squadra         | PG  | PT  | MP   | TC%  | 3P%  | TL%  | RP  | AP  | PRP | SP  | PP   |
| --------- | --------------- | --- | --- | ---- | ---- | ---- | ---- | --- | --- | --- | --- | ---- |
| 2009-2010 | Milwaukee Bucks | 82  | 82  | 32,6 | 37,1 | 37,4 | 81,7 | 3,4 | 5,7 | 1,3 | 0,2 | 15,5 |
| 2010-2011 | Milwaukee Bucks | 63  | 61  | 34,4 | 39,0 | 32,3 | 80,9 | 3,7 | 4,8 | 1,5 | 0,3 | 16,2 |
| 2011-2012 | Milwaukee Bucks | 66  | 66  | 35,3 | 41,8 | 33,2 | 80,8 | 3,4 | 5,5 | 1,6 | 0,3 | 19,1 |
| 2012-2013 | Milwaukee Bucks | 80  | 80  | 36,2 | 39,9 | 37,5 | 81,9 | 3,1 | 6,5 | 1,6 | 0,1 | 17,5 |
| 2013-2014 | Detroit Pistons | 80  | 79  | 34,1 | 37,3 | 33,7 | 75,1 | 3,1 | 7,6 | 1,3 | 0,1 | 15,5 |
| 2014-2015 | Detroit Pistons | 41  | 41  | 28,6 | 40,1 | 36,0 | 83,9 | 2,5 | 6,6 | 1,1 | 0,1 | 15,4 |
| 2015-2016 | Detroit Pistons | 23  | 1   | 18,1 | 37,1 | 31,2 | 71,1 | 2,0 | 3,0 | 0,5 | 0,1 | 6,8  |
| 2015-2016 | Orlando Magic   | 25  | 6   | 18,1 | 36,6 | 34,6 | 75,0 | 2,0 | 4,0 | 0,7 | 0,2 | 7,0  |
| 2016-2017 | N.Y. Knicks     | 58  | 11  | 24,6 | 38,0 | 34,0 | 75,6 | 2,6 | 4,9 | 0,9 | 0,1 | 8,6  |
| 2016-2017 | Wash. Wizards   | 23  | 2   | 16,3 | 27,4 | 21,2 | 70,6 | 1,9 | 4,7 | 0,7 | 0,0 | 3,5  |
| 2017-2018 | Milwaukee Bucks | 14  | 0   | 14,6 | 37,5 | 27,3 | 100  | 2,2 | 3,1 | 0,4 | 0,3 | 5,2  |
| Carriera  | Carriera        | 555 | 429 | 30,3 | 38,7 | 34,5 | 79,6 | 3,0 | 5,7 | 1,2 | 0,2 | 14,1 |

#### Play-off
| Anno     | Squadra         | PG | PT | MP   | TC%  | 3P%  | TL%  | RP  | AP  | PRP | SP  | PP   |
| -------- | --------------- | -- | -- | ---- | ---- | ---- | ---- | --- | --- | --- | --- | ---- |
| 2010     | Milwaukee Bucks | 7  | 7  | 35,6 | 40,8 | 29,3 | 80,8 | 3,0 | 3,6 | 1,1 | 0,6 | 18,7 |
| 2013     | Milwaukee Bucks | 4  | 4  | 33,3 | 29,8 | 21,4 | 72,2 | 2,3 | 4,0 | 2,3 | 0,3 | 13,3 |
| 2017     | Wash. Wizards   | 13 | 0  | 13,7 | 38,9 | 15,4 | 87,5 | 1,5 | 1,8 | 0,2 | 0,0 | 2,8  |
| 2018     | Milwaukee Bucks | 1  | 0  | 5,0  | 0,0  | 0,0  | 100  | 0,0 | 0,0 | 0,0 | 0,0 | 2,0  |
| Carriera | Carriera        | 25 | 11 | 22,6 | 37,2 | 23,8 | 79,6 | 2,0 | 2,6 | 0,8 | 0,2 | 8,9  |

#### Massimi in carriera
- Massimo di punti: 55 vs Golden State Warriors (14 novembre 2009)[30]
- Massimo di rimbalzi: 11 (3 volte)
- Massimo di assist: 21 vs Orlando Magic (21 gennaio 2015)
- Massimo di palle rubate: 6 (2 volte)
- Massimo di stoppate: 3 (2 volte)
- Massimo di minuti giocati: 53 vs Atlanta Hawks (29 gennaio 2017)

## Palmarès
- McDonald's All-American Game (2008)
- NBA All-Rookie First Team (2010)

## Opere di beneficenza
Ha donato 50.000 dollari per la ricostruzione della città dell'Aquila dopo il terremoto del 2009. Il cestista statunitense si è dichiarato molto sensibile a questo tema provenendo dalla California.